# Mannlicher M1896
Mannlicher M1896 — самозарядний (у деяких варіаціях напівавтоматичний) пістолет, сконструйований австрійським зброярем Фердинандом Манліхером у 1896 році після неприйняття військовими його попередньої моделі 1894 року (з оригінальною, але непрактичною конструкцією). Пістолет неодноразово модифікувався та допрацьовувався до виходу в обмежене виробництво його останньої модифікації M1896/03 1903 року.

## Розробка і вдосконалення моделі
Згодом, коли на військових випробуваннях модель M1894 показала себе в міру незграбною і не надто надійною, конструктор взявся виправляти основні дефекти рухливих деталей пістолета, зокрема ствол. Але не підібравши задовільного рівня гартування сталі для ствола, Фердинанд Манліхер, скасовує проект та береться до розробки нового за принципом роботи автоматики пістолета, адже усі недоліки попередньої моделі виникали з конструкції самої зброї. Відтак ствол та зворотня пружина отримували значні навантаження при доволі малопотужному набою, ударно-спусковий механізм нічим не перевершував револьверний, а віддача була високою. Отже, щоб поліпшити бойові характеристики зброї було вирішено кардинально змінити принцип дії і компонування пістолета. 
Продовжуючи випробування попередньої моделі, вже у 1896 році зброяр представляє перший експериментальний зразок M1896(I) нового пістолета на тестуваннях у Швейцарії. Пістолет використовував набій 7,6 мм, який використовувався у моделі 1894 року, мав незнімний магазин і працював за принципом віддачі вільного затвора. Втім малопотужний патрон не задовольнив комісію і пістолет був відправлений на модернізацію. Наступного року, вже на військових випробуваннях, з'являється оновлений пістолет M1896(II) під потужніший набій 7,63 мм, працюючий за принципом віддачі ствола при його короткому ході. Саме цей зразок частіше згадується при описі даної моделі. Пістолет мав такий самий незнімний 7-зарядний магазин, що розміщувався перед спусковою скобою та ударно-спусковий механізм одинарої дії. Однак пістолет досі не відповідав критеріям військових і підлягав удосконаленню.
Впродовж 1897 року пістолет був модернізований та репрезентований на військових випробуваннях для австро-угорської армії. Модифікація M1896(III), яка в подальшому вийшла у продаж як M1896/01 та M1896/03, мала декілька поліпшень, а саме знімний 6-набійний магазин, вдосконалений УСМ з прицілом та ширшу рукоятку. Втім, пістолет не взяли на озброєння, з огляду на його дорожнечу і недостатню надійність. На початку 1900-х він вийшов у продаж на цивільний ринок у Австро-Угорщини у декількох варіаціях, а виробництво було перенесене на підприємство Штайр. 

## Конструкція та принцип дії
Автоматика пістолета заснована на принципі віддачі ствола при його короткому ході. Щоб зарядити пістолет, треба відтягнути затвор за виступ зверху у крайнє заднє положення та зарядити 7 набоїв за допомогою обойми, ввівши її у приймальне вікно. Вийнявши обойму, затвор автоматично досилає набій у патронник і пістолет готовий до стрільби. Пістолет має ударно-спусковий механізм одинарної дії, який зводиться автоматично. Проте, деякі зразки (зокрема експериментальні) мають УСМ, де відсутній роз'єднувач, який, власне, і робить пістолет самозарядним, тому перед кожним пострілом стрілець мав зводити курок вручну за розташований з правої сторони пістолета хвостовик курка. У подібних зразках курок можна звести і відтягуванням затвора назад, за умови, якщо спусковий гачок не натиснутий. Щоб поставити або зняти пістолет із запобіжника, треба перемістити кнопку запобіжника, що розташована на тильній стороні пістолета, вверх або униз відповідно. Сам запобіжник блокує затвор і курок, надійно захищаючи від випадкового пострілу. Після відстрілу усіх набоїв, затвор заблокується у крайньому задньому положенні, повідомляючи у подібний спосіб стрільцю про порожній магазин і потребу перезарядження зброї.
Принцип дії механізмів пістолета полягає у наступному: після відтягування затвора назад, подавач магазина спеціальним виступом блокує затвор, таким чином ставлячи його на затримку. При цьому зводиться курок. При надходженні набоїв до магазина подавач опускається, таким чином, звільнивши затвор. Після видалення обойми з приймального вікна, затвор під дією зворотньої пружини рухається уперед, підхоплюючи патрон з магазина і досилаючи його у патронник. Сам ствол (що представляє собою одну деталь зі ствольною коробкою) і затвор замикаються личинкою, що може ковзати вгору або вниз, взаємодіючи з виступом на рамі пістолета. Для здійснення пострілу, слід натиснути на спусковий гачок. Повертаючись, він спеціальною деталлю, яка водночас є і роз'єднувачем, повертає шептало, яке звільняє курок з бойового зводу. Сам роз'єднувач взаємодіє з виступом на колодці УСМ і сковзає з шептала, звільняючи його. Під дією бойової пружини, курок б'є по підпружиненому ударнику, що розміщений у затворі, ударник в свою чергу наколює капсуль. Здійснюється постріл. Під дією порохових газів на денце гільзи, зчеплені разом ствольна коробка і затвор починають рухатись назад. Пройшовши 5 міліметрів разом, вони роз'єднуються завдяки вищезгаданій личинці, що хитається в площині, перпендикулярній осі ствола. Личинка, яка прикріплена до ствольної коробки, сковзає униз по виступу та виходить з вирізу у затворі. Не зчеплений затвор рухається далі назад, стискаючи зворотню пружину, звівши курок та викинувши стріляну гільзу вгору і назад. Далі пістолет перезаряджається за такою ж схемою.